# Utricularia huntii
Utricularia huntii — вид рослин із родини пухирникових (Lentibulariaceae).

## Біоморфологічна характеристика
Квітки блідо-лілові з жовтуватим клаптиком. Utricularia huntii подібний до U. calycifida, обидва мають зворотнояйцеподібні чи круглі багатожилкові листки, та чашолистки, які ширші за губи віночка, але відрізняється безкрилою стеблиною, чашолистками з цілими краями і меншим віночком, завдовжки 6–8 мм.

## Середовище проживання
Ендемік Бразилії — Мату-Гросу.